# Lotto-Isoglass/1995
Deze pagina geeft een overzicht van de Lotto-Isoglass wielerploeg in  1995.

## Algemene gegevens
Sponsors: Belgische Nationale Loterij, Isoglass (glaszetter)
Ploegleiders: Jean-Luc Vandenbroucke, Jef Braeckevelt, Hugo De Dier
Fietsmerk: Vitus

## Renners
| Naam                            | Geboortedatum | Nationaliteit | Ploeg 1994                  |
| ------------------------------- | ------------- | ------------- | --------------------------- |
| Serge Baguet                    | 18-08-1969    | België        |                             |
| Frank Corvers                   | 12-11-1969    | België        | Collstrop-Willy Naessens    |
| Mario De Clercq                 | 05-03-1966    | België        |                             |
| Peter De Clercq                 | 02-07-1966    | België        |                             |
| Peter Farazijn                  | 27-01-1969    | België        |                             |
| Denis Francois                  | 28-06-1971    | België        | Neoprof                     |
| Herman Frison                   | 16-04-1961    | België        |                             |
| Nico Mattan                     | 17-07-1971    | België        |                             |
| Sammie Moreels                  | 27-11-1965    | België        | WordPerfect                 |
| Wilfried Nelissen               | 05-05-1970    | België        | Novemail-Histor             |
| Marc Sergeant                   | 16-08-1959    | België        | Novemail-Histor             |
| Scott Sunderland                | 28-11-1966    | Nieuw-Zeeland | TVM-Bison Kit               |
| Andrei Tchmil                   | 22-01-1963    | Moldavië      |                             |
| Kurt Van De Wouwer              | 24-09-1971    | België        |                             |
| Paul Van Hyfte                  | 19-01-1972    | België        | Vlaanderen 2002-Eddy Merckx |
| Frank Vandenbroucke             | 06-11-1974    | België        |                             |
| Rudy Verdonck                   | 07-08-1965    | België        |                             |
| Stagiairs                       |               |               |                             |
| Christophe Detilloux (stagiair) | 03-05-1974    | België        |                             |
| Dirk d'Haemers (stagiair)       | 08-01-1975    | België        |                             |
| Geert Verdeyen (stagiair)       | 15-08-1973    | België        |                             |

## Belangrijke overwinningen
| Ster van Bessèges 1e etappe: Wilfried Nelissen 3e etappe: Wilfried Nelissen 5e etappe: Wilfried Nelissen Parijs-Nice 1e etappe: Wilfried Nelissen 3e etappe: Wilfried Nelissen Ronde van Picardië 2e etappe: Wilfried Nelissen 3e etappe, deel A: Wilfried Nelissen Critérium du Dauphiné Libéré 1e etappe: Andrei Tchmil Brussel-Ingooigem Frank Corvers Route du Sud 1e etappe, deel A: Wilfried Nelissen 2e etappe: Wilfried Nelissen 4e etappe: Wilfried Nelissen Belgisch kampioenschap wielrennen op de weg Elite: Wilfried Nelissen Stadsprijs Geraardsbergen Andrei Tchmil Halle-Ingooigem Frank Corvers Omloop van de Vlaamse Scheldeboorden Wilfried Nelissen | Ronde van de Limousin Andrei Tchmil Grote Prijs van Cholet-Pays de Loire Frank Vandenbroucke Parijs-Brussel Frank Vandenbroucke Ronde van Luxemburg 1e etappe: Frank Vandenbroucke GP Rennes Peter De Clercq Parijs-Camembert Andrei Tchmil Ronde van de Vendée Mario De Clercq GP van Isbergues Frank Corvers Vierdaagse van Duinkerke 3e etappe: Wilfried Nelissen Ronde van Nederland 3e etappe: Wilfried Nelissen Grand Prix du Midi Libre 2e etappe: Wilfried Nelissen Gullegem Koerse Wilfried Nelissen |

1985 · 1986 · 1987 · 1988 · 1989 · 1990 · 1991 · 1992 · 1993 · 1994 · 1995 · 1996 · 1997 · 1998 · 1999 · 2000 · 2001 · 2002 · 2003 · 2004 · 2005 · 2006 · 2007 · 2008 · 2009 · 2010 · 2011 · 2012 · 2013 · 2014 · 2015 · 2016 · 2017 · 2018 · 2019 · 2020 · 2021 · 2022 · 2023 · 2024 · 2025